# Vinaigre balsamique
Pour les articles homonymes, voir Vinaigre (homonymie).
Le vinaigre balsamique ou balsamique (aceto balsamico en italien, bálsamon en grec ancien, balsameus en latin, baume odorant, parfumé) désigne une variété de vinaigre traditionnel de la cuisine italienne, à base de moût de raisin cuit (vincotto) traditionnellement élevé et maturé en batterie de fût en bois pendant 3, 5, 12, 18, 25, ou plus de 150 ans pour les crus les plus rares. Baptisé « l'or noir de Modène » il bénéficie de l'une ou l'autre des appellations contrôlées italiennes « IGP » et « traditionnelle  DOP » et provient d'une des deux provinces de Modène et  de Reggio d'Émilie. À noter que le terme « vinaigre balsamique » n'est pas protégé.

## Étymologie
Le terme « balsamique » vient du grec ancien bálsamon ou du latin balsameus, balsamum : baume odorant, parfum, parfumé, pour qualifier les arômes subtils et puissants de ce produit.
Dans le vocabulaire médical ancien, on parle de remède balsamique à propos de toute plante « qui contient du baume ou qui caractérise, rappelle le baume. Des plantes balsamiques sont « des plantes qui sécrètent du baume ou exhalent une senteur agréable ».

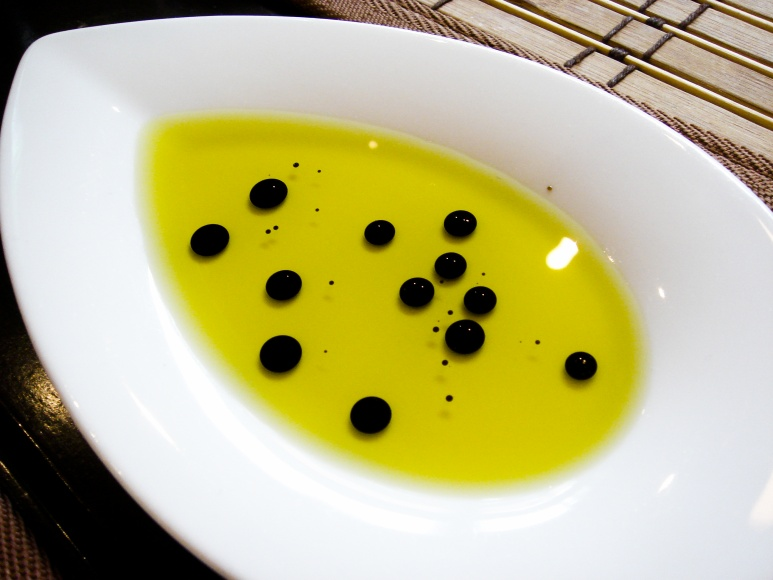
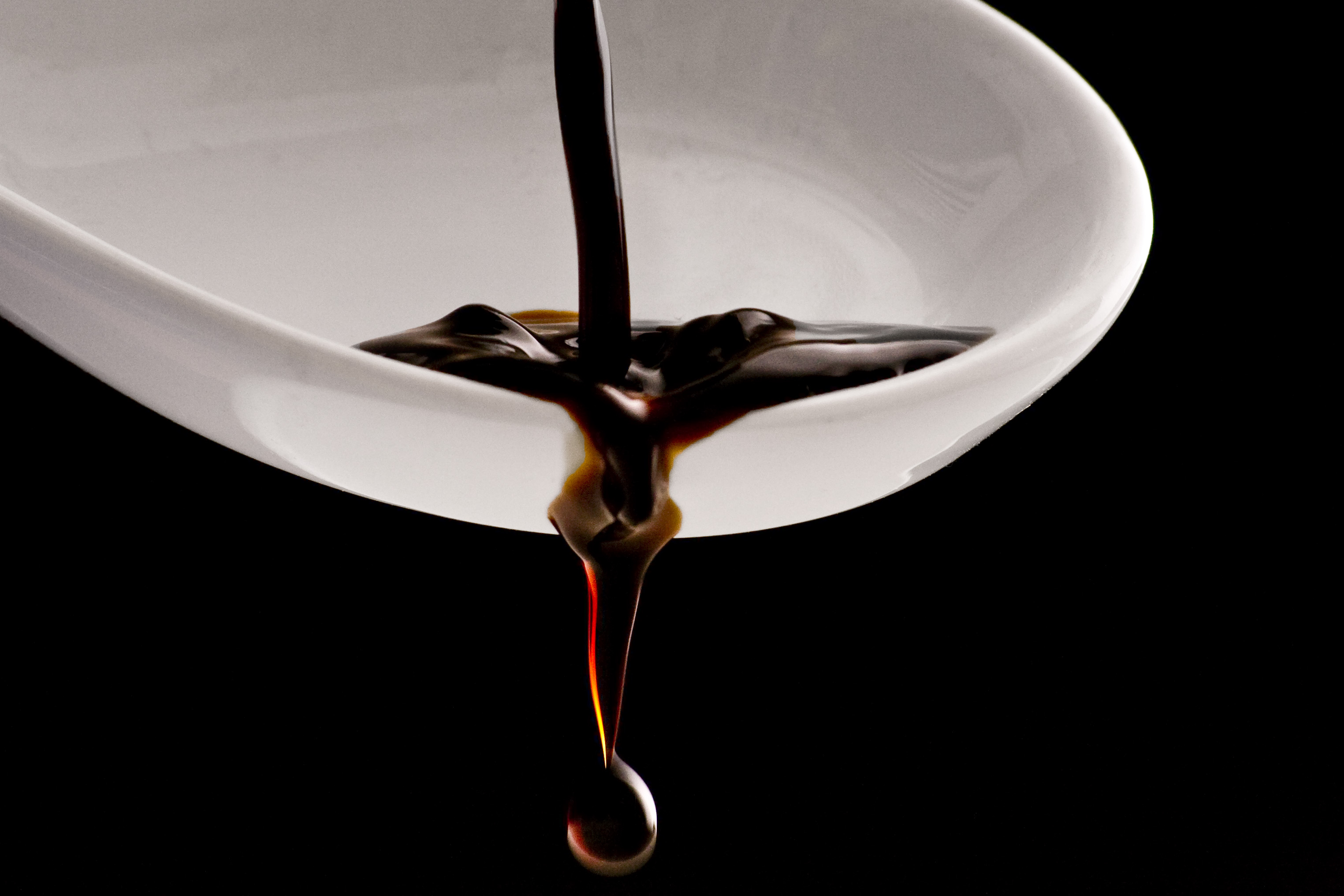
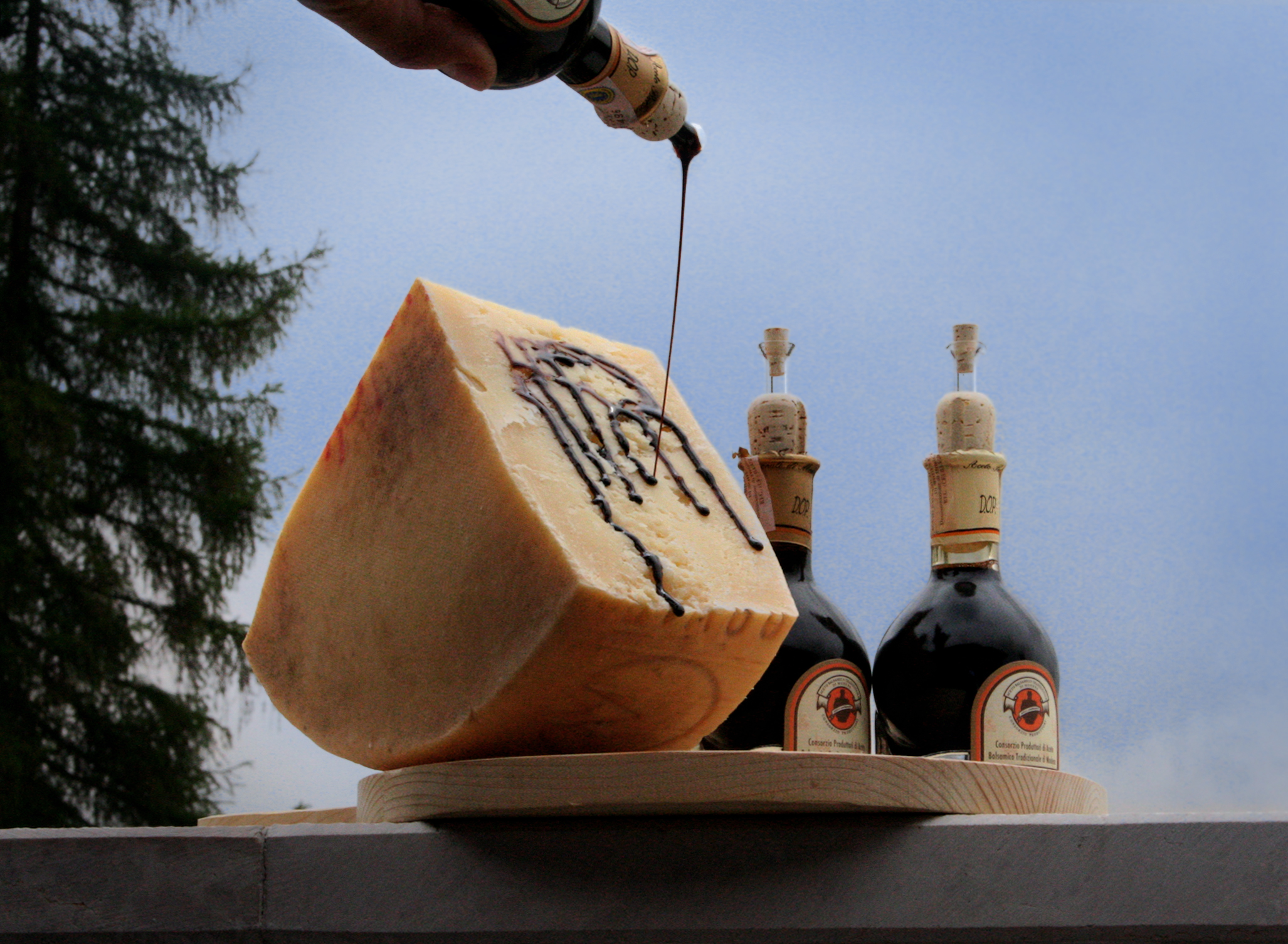
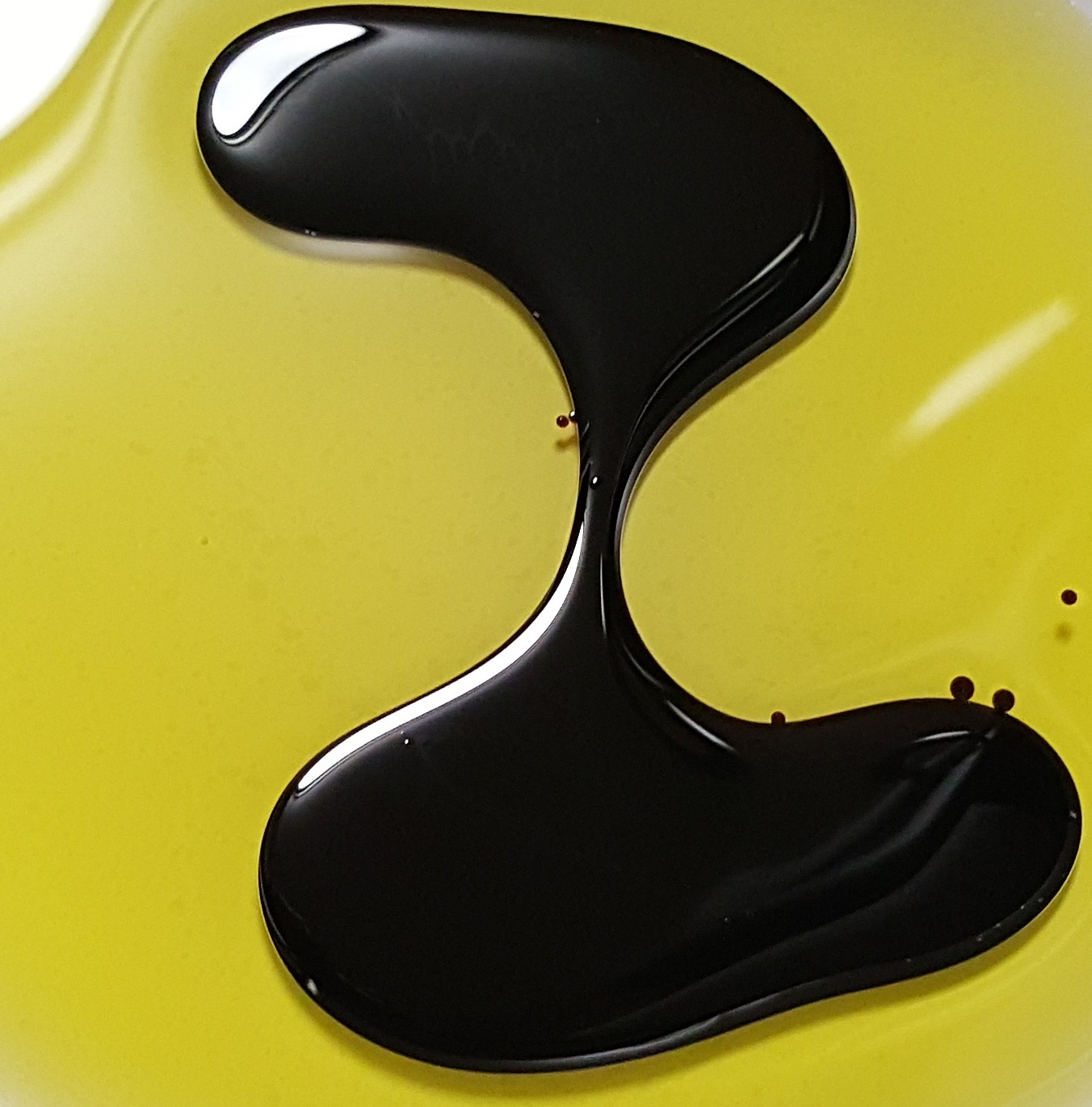

## Cuisine
Le vinaigre balsamique sirupeux à la saveur raffinée aigre-douce légèrement sucrée (et autres richesses de saveurs subtiles selon les produits) est traditionnellement utilisé avec parcimonie, non cuit, en sauce et en vinaigrette avec de l'huile d'olive, ou pour décorer et aromatiser des entrées (antipasti, salade composée, melon, charcuterie, foie gras...), plats (viandes, poisson, crustacés, pâtes, riz, légumes, confit ...), fromages, ou desserts (pâtisserie, fraises, framboises, poire, figues, glace à l'italienne...), ou bien encore des plats d'art culinaire et de cuisine gastronomique...

Quelques recettes de cuisine italienne au vinaigre balsamique
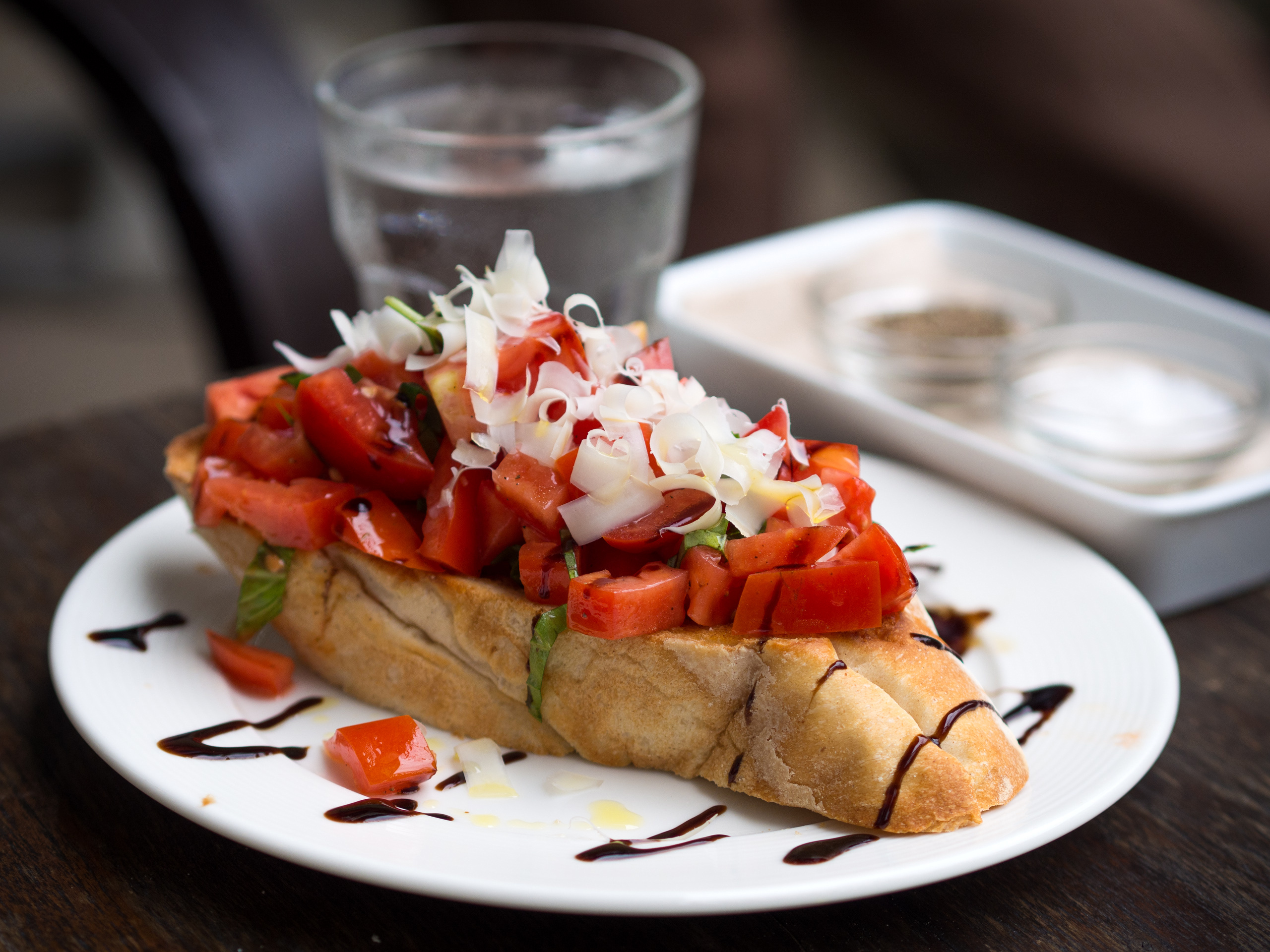
Bruschetta
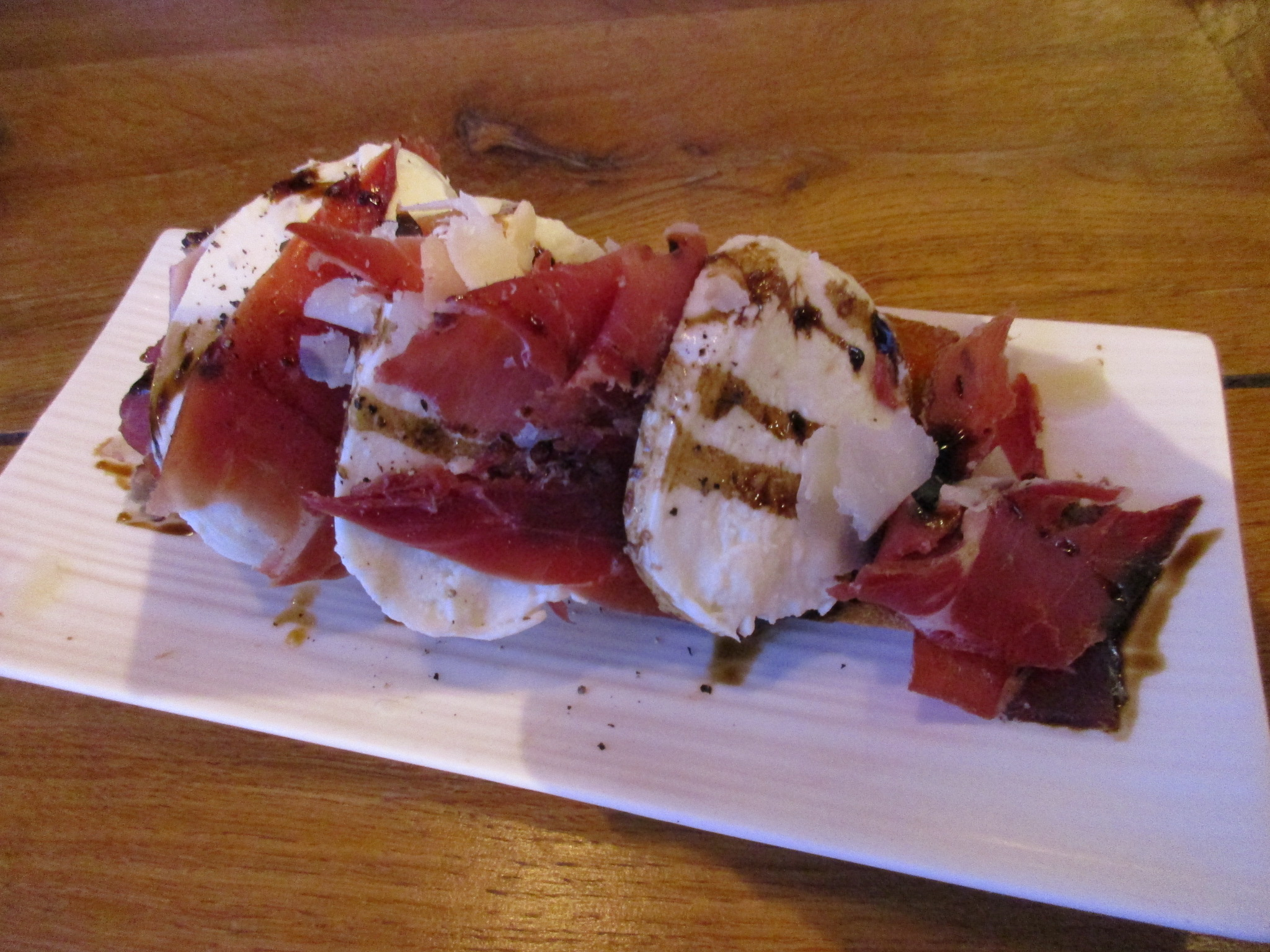
Bruschetta
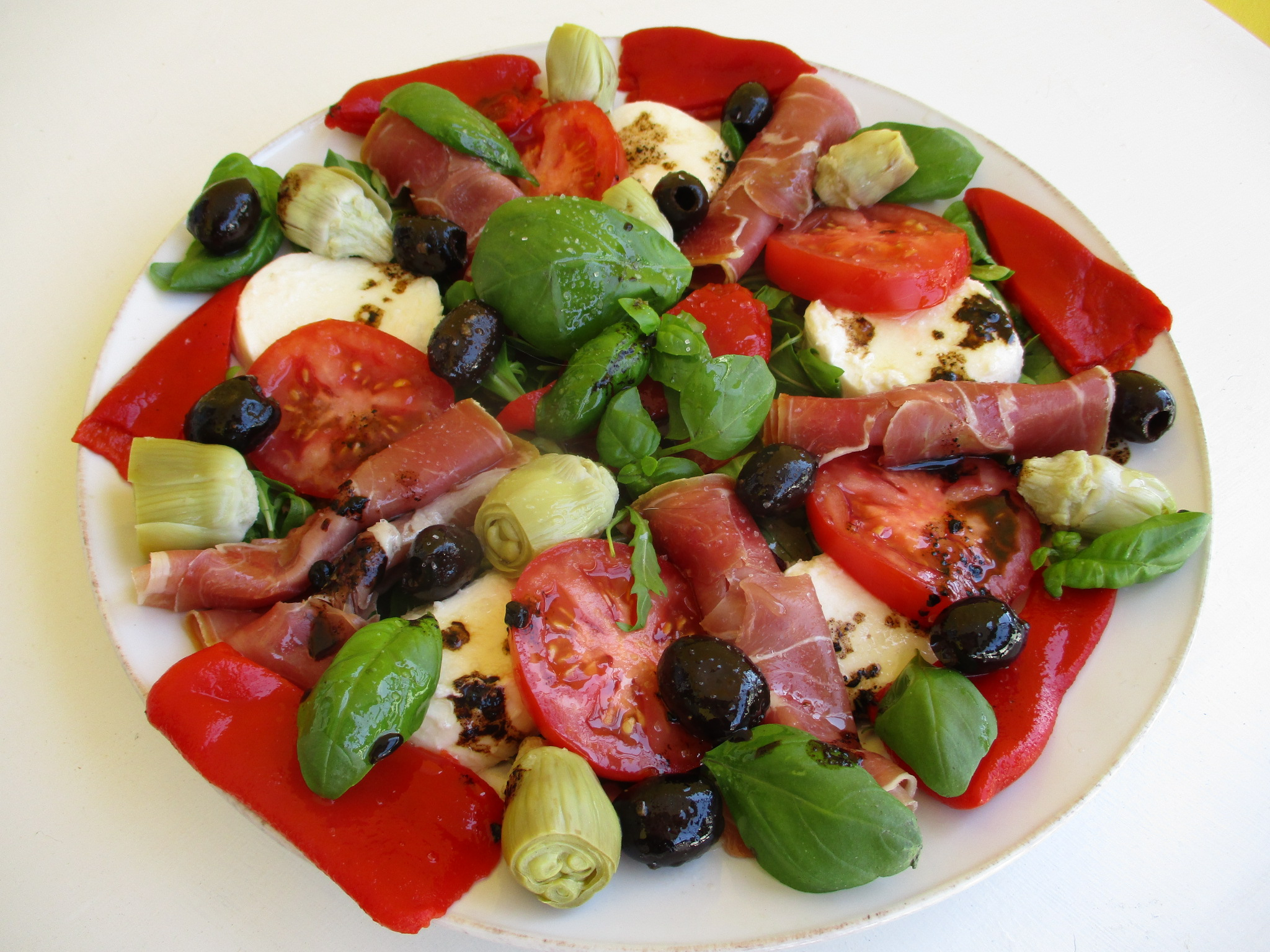
Antipasti
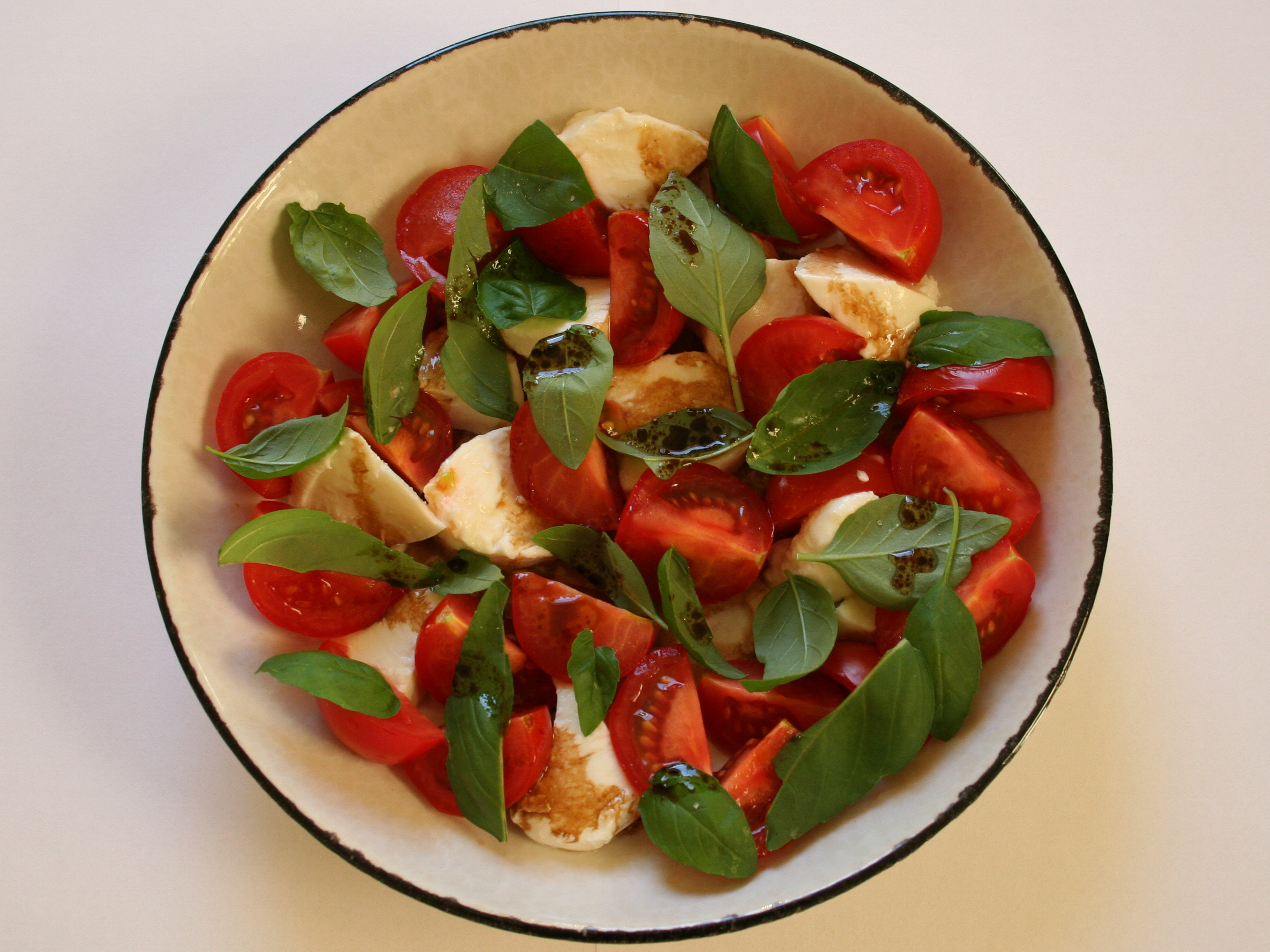
Salade caprese
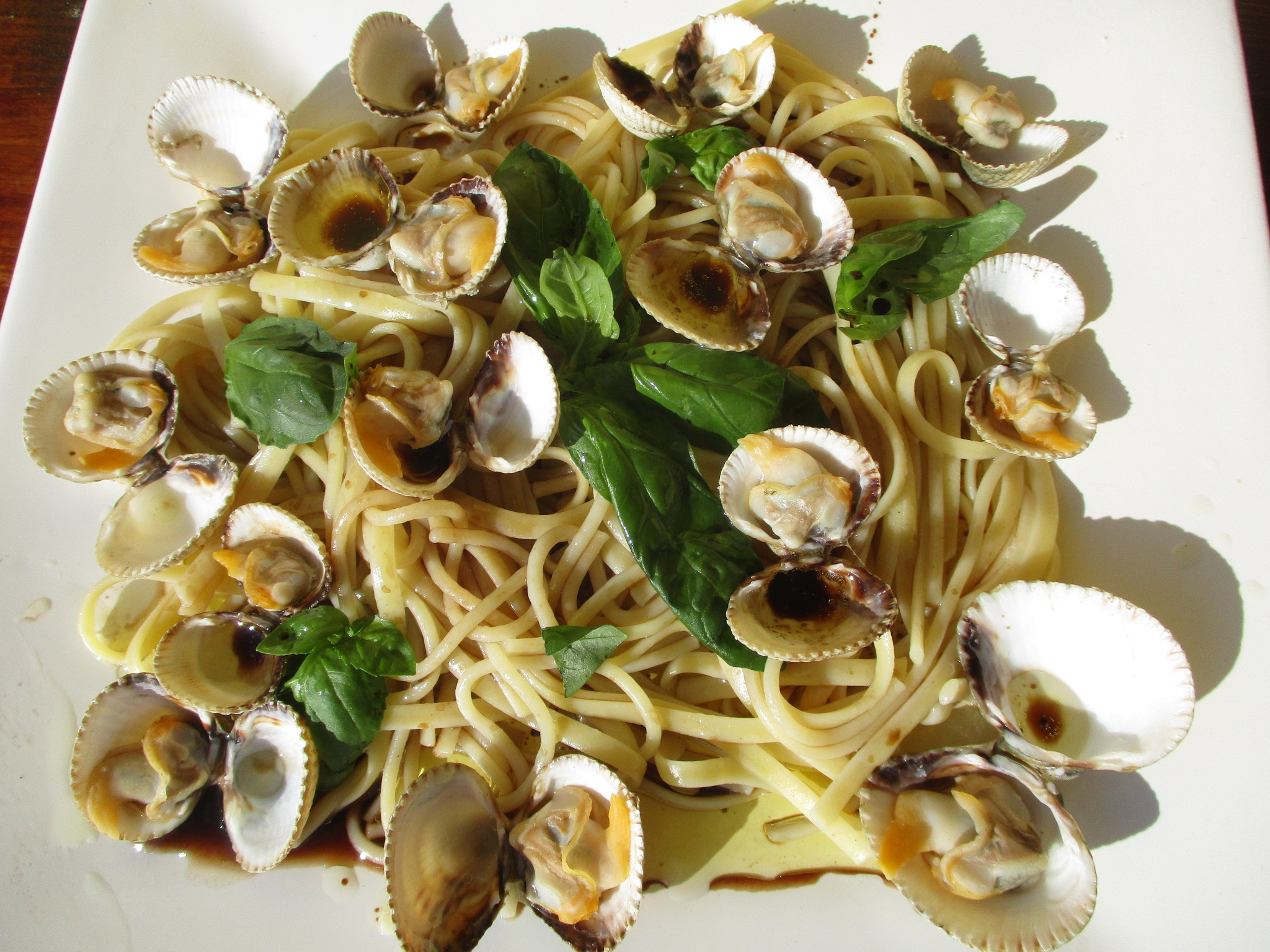
Spaghetti alle vongole
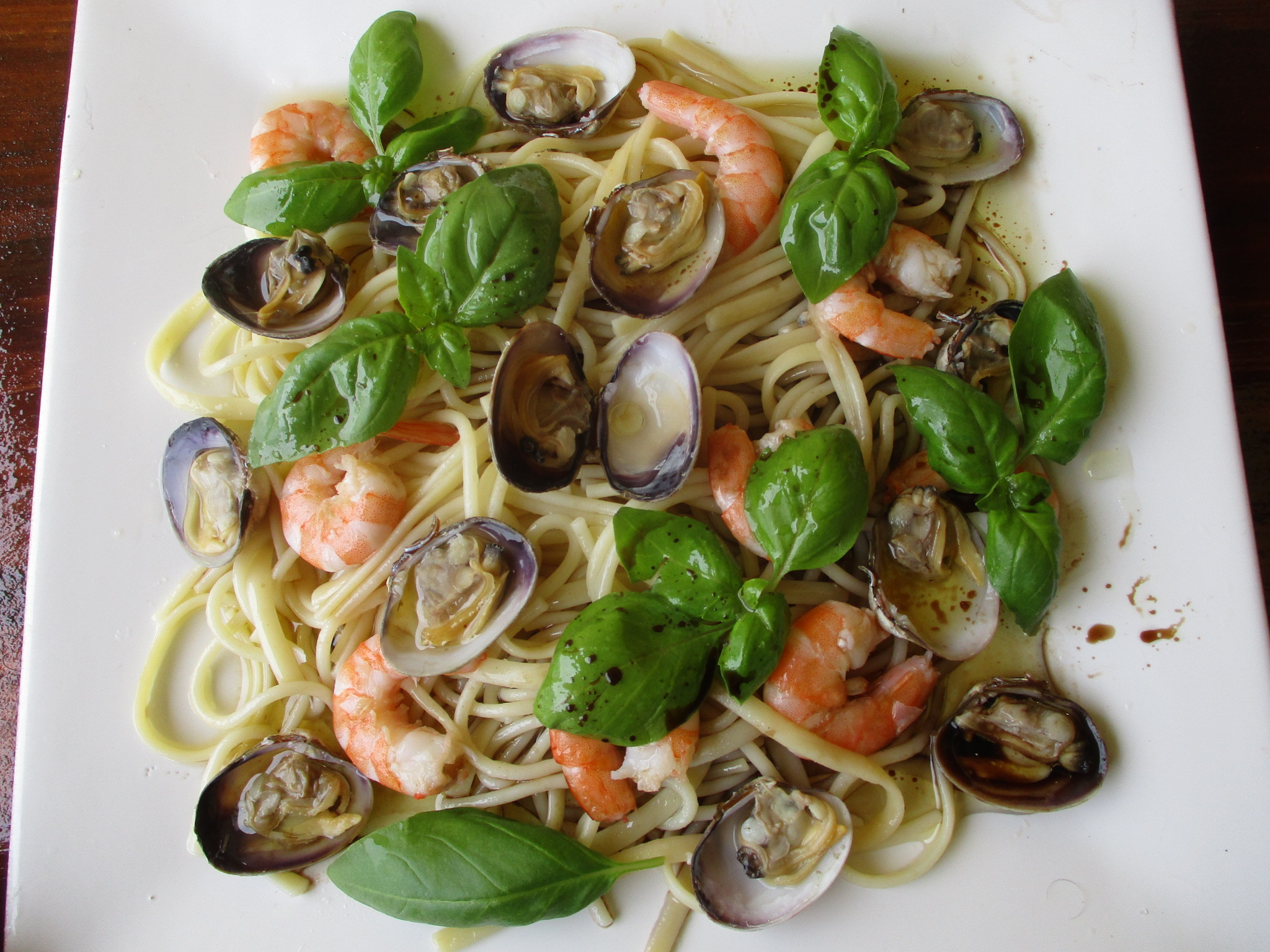
Spaghetti alle vongole

Les meilleurs crus peuvent également être dégustés et appréciés nature, non dilué, à la cuillère, par les amateurs œnophiles,  comme apéritif ou digestif....

## Historique
L'histoire du vinaigre balsamique est liée au duché de Modène du Moyen Âge, où sa plus ancienne identification connue comme telle remonte à 1508 au palais ducal de Modène du duc Alphonse Ier d'Este. En outre, des archives du XVIe siècle mentionnent « des moûts bien mûrs pour la production du vinaigre à la façon de Modène ». Cependant, le terme balsamico n'est associé pour la première fois au terme aceto (vinaigre, en italien) que vers 1700 dans un cadre thérapeutique (registres des Cantine Segrete Duccali de 1747)... En 1839, une publication de Giorgio Gallesio décrit son élaboration dans les vinaigreries du comte de Salimbeni. Les Romains de l'Antiquité cuisinaient le moût de raisin, la base du vinaigre balsamique, comme tactique de conservation des aliments. Jules César fut le premier à l'étiqueter médicinal, estimant qu'il désinfectait le tractus gastro-intestinal de ses troupes.
La première mention du vinaigre balsamique traditionnel de Modène (aceto balsamico tradizionale del Modenese) est attribuée à l'agronome-œnologue Francesco Aggazzotti (it) dans une correspondance de 1860 avec un certain Pio Fabriani. Le premier agrément officiel quant à sa production remonte à 1933.

## Appellations et types de produits

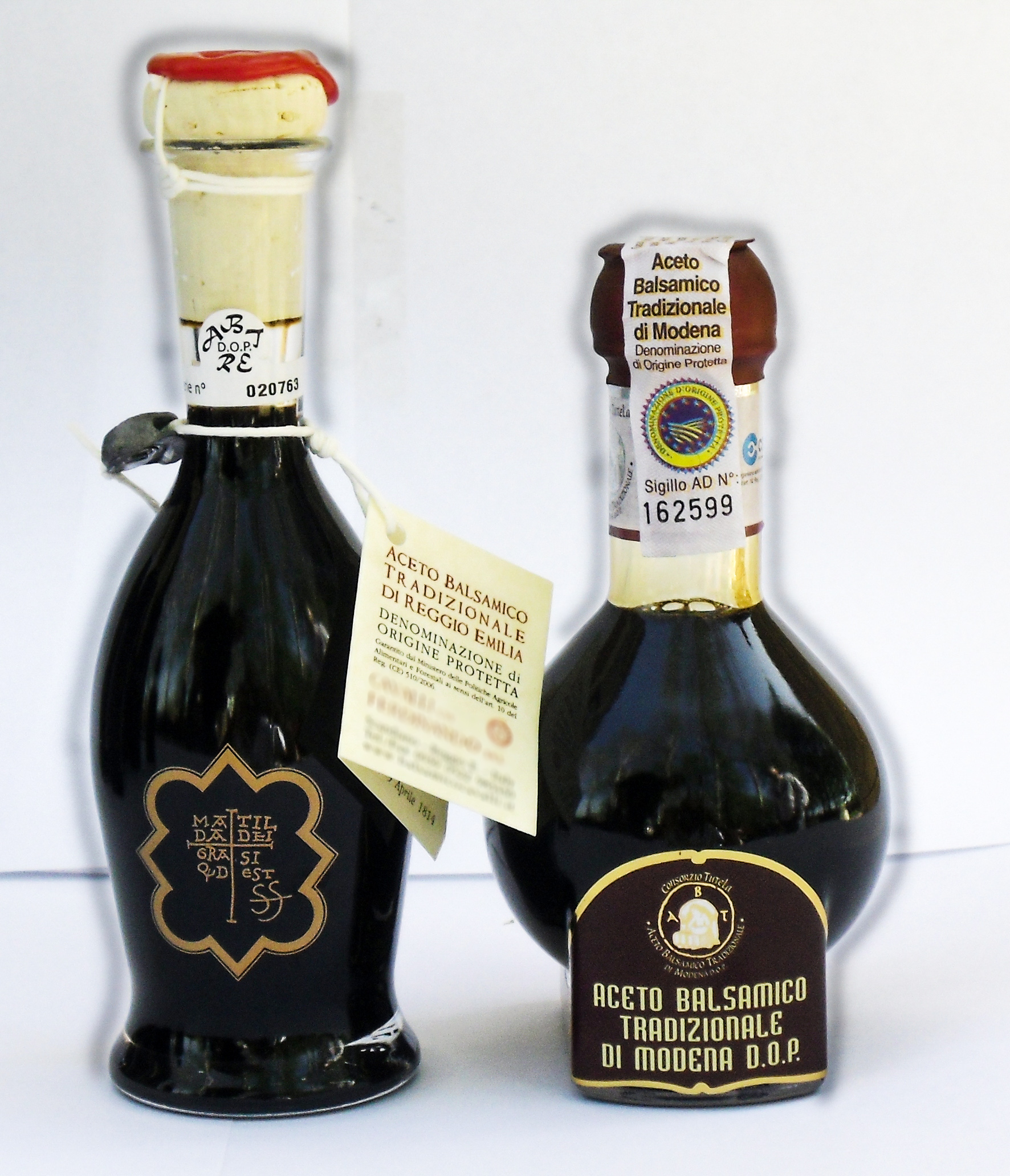
Les deux vinaigres balsamiques traditionnels protégés par une AOP : à gauche celui de Reggio d'Émilie ; à droite celui de Modène.

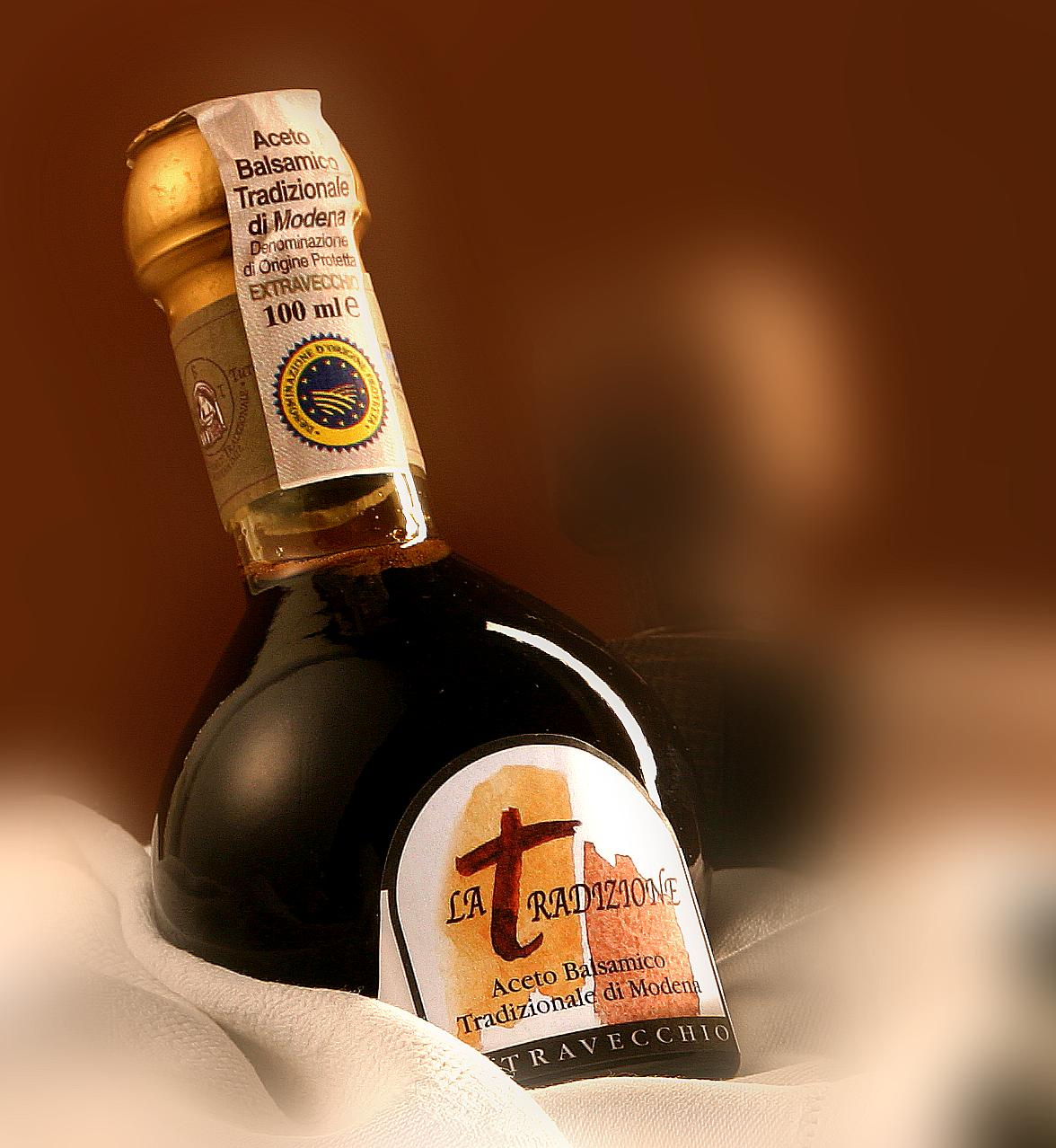
Vinaigre balsamique traditionnel de Modène (DOP).

### Appellations contrôlées IGP et DOP
Il existe deux types de vinaigres balsamiques d’appellation contrôlée en Italie : 
- le vinaigre balsamique de Modène, qui bénéficie d'une IGP (indication géographique protégée)
- le vinaigre balsamique traditionnel, qui bénéficie d'une appellation d'origine protégée italienne (DOP) déclinée en : 
  - vinaigre balsamique traditionnel de Modène (DOP)
  - vinaigre balsamique traditionnel de Reggio Emilia (DOP)

Les vinaigres balsamique traditionnels DOP, produits du terroir de haute qualité de Modène et de Reggio Emilia, doivent être obligatoirement produits à partir des cépages lambrusco, ancellotta, trebbiano, sauvignon, sgavetta, spergola, marzemino, et coltivati, et obligatoirement élaborés selon la méthode traditionnelle de moût de raisins cuit (vincotto) ayant subi une fermentation alcoolo-acétique et une concentration par élevage en fûts de bois de 12 à 50 ans. Sa complexité aromatique est extrême et son acidité décroit avec son évolution dans l'âge. Il est en outre soumis à une évaluation qualitative d'un consortium (Consorzio Produttori) de l’Aceto balsamico tradizionale pour valider son appellation. Baptisé « l'or noir de Modène » son prix peut atteindre 300 € les 10 cl.

### Vinaigre balsamique «basique»
Le « vinaigre balsamique » couramment commercialisé est en général âgé de 3 à 5 ans. Il diffuse un arôme puissant et sa saveur est aigre-douce. Il comprend au moins 20 % de moût de raisin cuit et/ou concentré additionné de vinaigre de vin et éventuellement coloré au caramel. N'étant soumis à aucune législation un produit qui n'a rien à voir avec un vinaigre balsamique peut s'appeler vinaigre balsamique...

### Dérivés
Des vinaigres de moût de raisins cuit, concentrés par élevage en fûts de bois, sont produits dans plusieurs vignobles du monde. Dans le Cognaçais de Charente notamment, la Vinaigrerie du Château produit le « Baume de Bouteville » élevé de 3 à 10 ans en fûts de chêne dans lesquels a été élevé du Cognac.
La « crème de vinaigre balsamique » est un vinaigre balsamique confit et éventuellement aromatisé (au basilic, à la fraise...).

## Élaboration

### Vinaigre balsamique traditionnel de Modène
Le vinaigre balsamique traditionnel résulte d'une cuisson de moût de raisin vendangé tardivement, qui est porté à ébullition en chaudron ouvert jusqu'à réduction et épaississement d'environ 60 %. Le moût ainsi traité est longuement décanté puis est élevé en fût de chêne rouvre dans une acetaie jusqu'à sa piqûre acétique. Il est ensuite maturé dans un chai aéré où il continue de se concentrer par l'évaporation naturelle de la part des anges, puis la moitié du fût est reversée dans un autre plus petit (en principe du merisier), le fût originel étant complété d'un nouveau moût cuit avec les mères de vinaigre précédents (madre dell'aceto), et ainsi de suite durant une très longue période, à l'instar de la solera. Ce mode d'élevage se poursuit dans des fûts de plus en plus petits et dont l'essence de bois diffère : mûrier, châtaignier, genévrier, frêne, etc.

Maturation du moût en batterie de fût
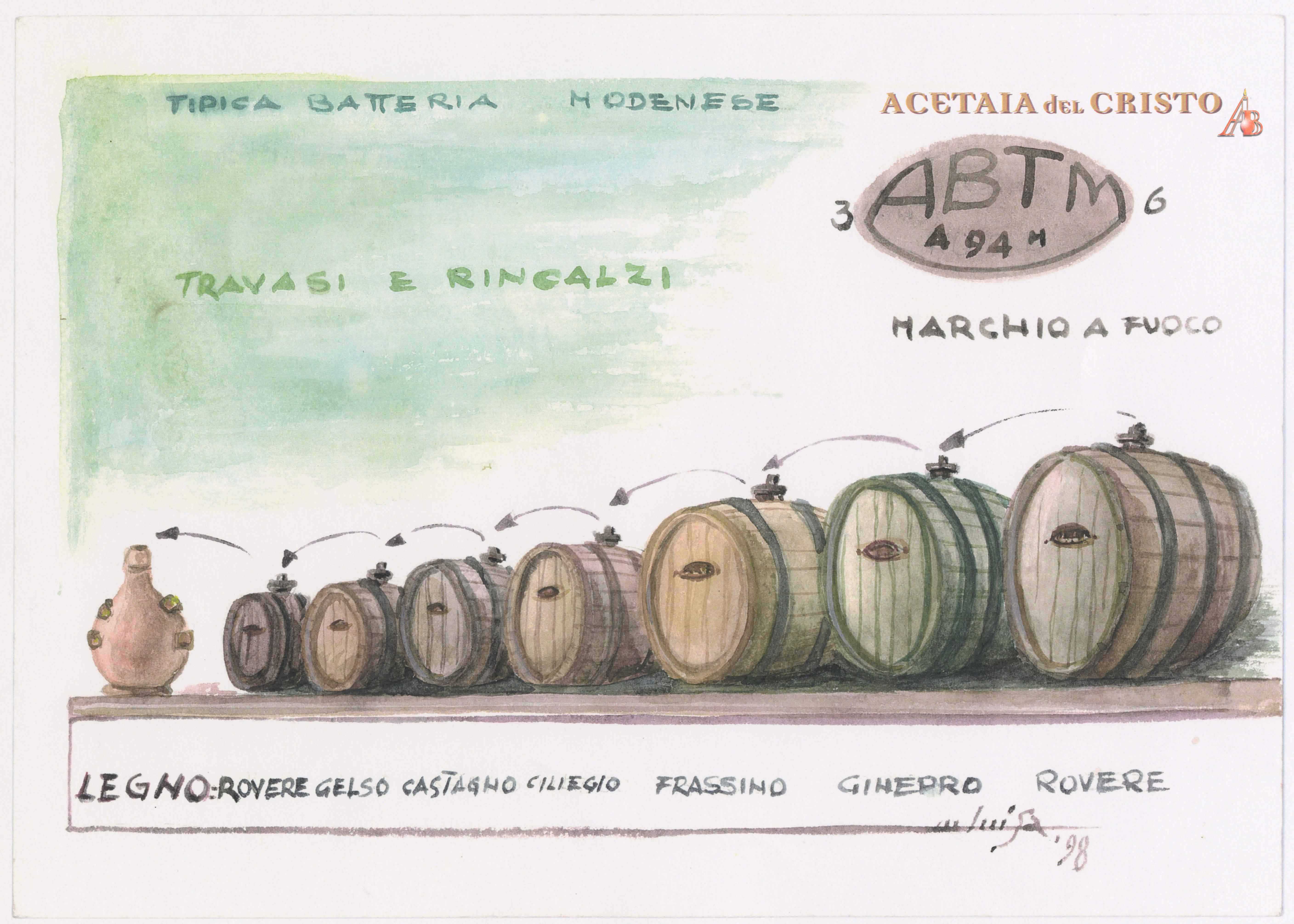
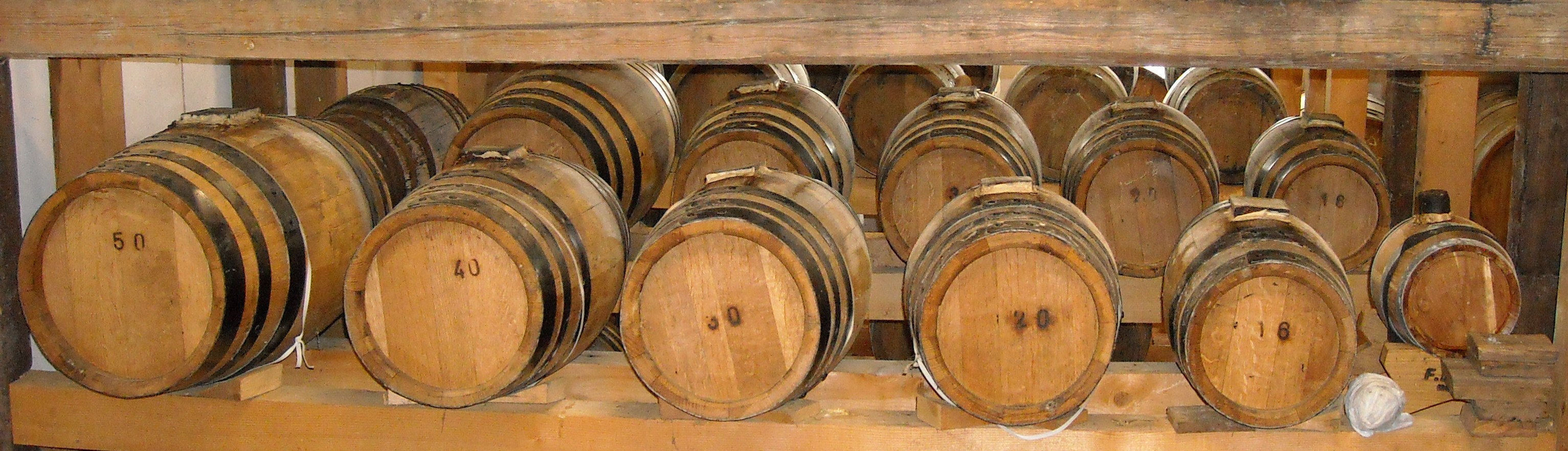
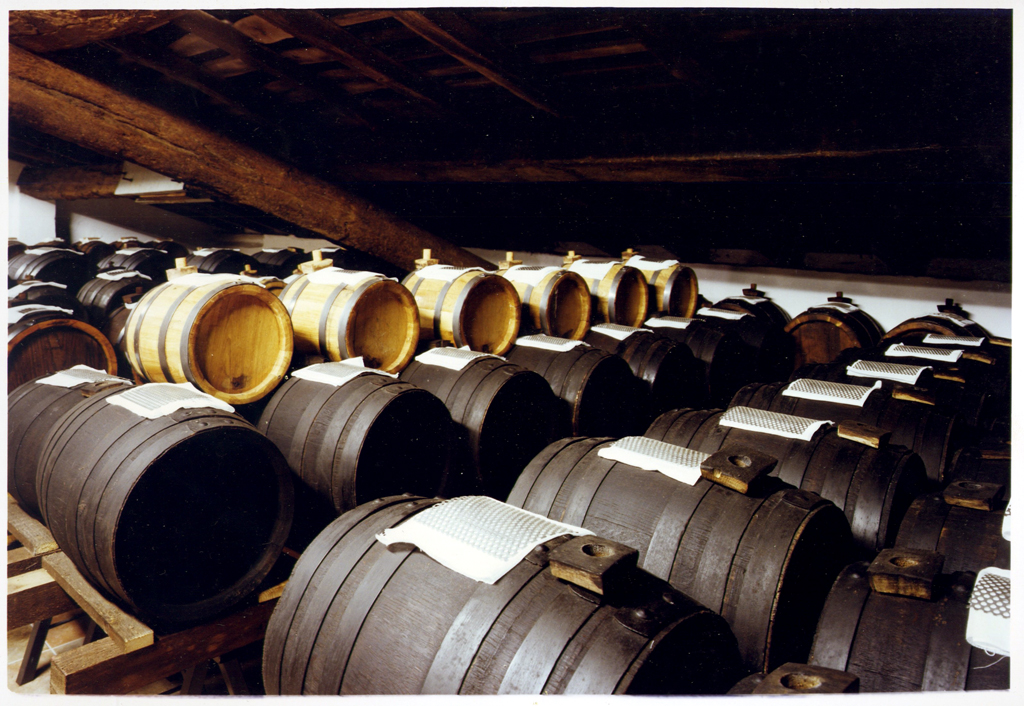

## Contamination fréquente par le plomb
Plusieurs études scientifiques ont constaté que les vinaigres balsamiques mis sur le marché dans divers pays contiennent souvent des taux excessifs de plomb, et ce d'autant plus qu'ils sont vieillis. Au début des années 2010, malgré les efforts faits pour faire reculer ou disparaître le saturnisme, ces taux dépassaient encore très souvent les seuils légaux.
Par exemple une étude suédo-franco-américaine (publication 2011, la première de cette envergure) a trouvé que 70 % de 58 marques de 'vinaigres balsamiques' testées dépassaient 34 μg/L, qui est le niveau maximal autorisé en Californie pour le plomb (sur la base de taux de consommation ≥ 0,5 μg Pb par jour).
En moyenne les vinaigres balsamiques les plus vieillis contenaient 112 ± 112 μg/L de plomb, contre 41,6 ± 28,9 μg/L pour les vinaigres non vieillis, à comparer aux 10 µg/L qui sont en France le seuil à ne pas dépasser dans l'eau potable « depuis le 25 décembre 2013, conformément à la valeur guide recommandée par l'Organisation mondiale de la santé ».
Depuis le début des années 2000 au moins, on sait analyser l'empreinte isotopique du plomb trouvé dans les vins et les vinaigres, ce qui permet de tracer l'origine de ce plomb, ou au moins de montrer (quand c'est le cas) qu'il ne provient pas du sol ou du sous-sol où la vigne a été cultivée. Les plus contaminés trouvent une origine principalement anthropiques et post-vendanges. Ce plomb est donc attribuable aux matériaux utilisés pour le ramassage, le stockage, la vinification, le transport, la transformation ou le stockage intermédiaire ou final de ces vinaigres. Les auteurs de l'étude jugent donc cette contamination évitable.